# Zdzisław Sławuta
Zdzisław Sławuta (ur. 5 września 1954) – polski piłkarz, grający na pozycji napastnika oraz trener.

## Kariera
Zdzisław Sławuta zaczynał karierę w A-klasowej drużynie Olimpia Huta Stara B, skąd jako dwukrotny król strzelców rozgrywek trafił do pobliskiego Rakowa Częstochowa. W oficjalnych meczach zdobył dla klubu 106 goli. W sezonie 1978/1979 został królem strzelców II ligi. W 1979 roku przeszedł do pierwszoligowego ŁKS-u Łódź. Ponieważ częstochowski klub opuścił nielegalnie został na rok zawieszony w udziale w rozgrywkach.
W 1983 r. wyjechał do Finlandii, gdzie grał w klubie Lauritsalan Työväen Palloilijat, z którym awansował z III do I dywizji (drugi poziom rozgrywek). W 1988 r. powrócił do kraju, by na krótko zostać zawodnikiem GKS-u Bełchatów. Następnie w latach 1989-1993 ponownie grał w fińskich klubach. 
Po zakończeniu kariery sportowej został trenerem. Pracował m.in. jako asystent w ŁKS-ie, a także jako pierwszy trener w Turze Turek oraz SMS-ie Łódź.
Ojciec Michała Sławuty, byłego bramkarza ŁKS-u.

## Sukcesy

### Klubowe

#### Raków Częstochowa
- Mistrzostwo grupy III ligiː 1977/1979

#### Lauritsalan Työväen Palloilijat
- Mistrzostwo III dywizji (czwarty poziom)ː 1983
- Mistrzostwo II dywizji (trzeci poziom)ː 1984
- III miejsce I dywizji (drugi poziom)ː 1985

#### Kuusankosken Kumu
- Mistrzostwo grupy wschodniej II dywizji (trzeci poziom)ː 1988

#### Imatran Pallo-Salamat
- Mistrzostwo III dywizji (czwarty poziom)ː 1992

### Indywidualne

#### Raków Częstochowa
- król strzelców II ligiː 1978/1979

#### Peli-Karhut
- król strzelców II dywizji (trzeci poziom)ː 1989